# Мандия, Клаудия
Клаудия Мандия (итал. Claudia Mandia; род. 21 октября 1992, Баттипалья, Кампания) — итальянская спортсменка, стрелок из лука, участница летних Олимпийских игр 2016 года, призёр чемпионатов мира и этапов Кубка мира.

## Биография
За сборную Италию на международных соревнованиях Мандия начала выступать с 2006 года. В 2013 году Мандия выступила на Средиземноморских играх в турецком Мерсине. В личном зачёте итальянка выбыла в первом раунде, зато в командном первенстве Мандия вместе с Гвендалиной Сартори и Натальей Валеевой стала победительницей соревнований. В том же году Мандия выступила на чемпионате мира в ещё одном турецком городе Белек. В личном турнире итальянка дошла до третьего раунда, где уступила 2-й сеянной Тань Ятин. В командном зачёте итальянские лучницы не смогли преодолеть квалификацию, показав на предварительной стадии 18-й результат. В 2014 году итальянские спортсменки с Мандией в составе стали третьими на чемпионате мира среди студентов. В марте 2016 года Мандия выиграла свою первую личную награду на мировых первенствах, став бронзовым призёром чемпионата мира в помещении.
Летом 2016 года Клаудия Мандия вошла в состав сборной для участия в летних Олимпийских играх в Рио-де-Жанейро. По итогам квалификации Мандия показала худший результат в своей сборной и 46-й среди всех спортсменок. В квалификации командного турнира итальянки показали 6-й результат, из-за чего им пришлось стартовать с первого раунда. В плей-офф итальянские лучницы уверенно победили сборные Бразилии (6:0) и Китая (5:3), но затем в полуфинале уступили российским спортсменкам 3:5. В поединке за третье место Клаудия Мандия, Гвендалина Сартори и Лучилла Боари уступили тайваньским лучницам 3:5 и заняли четвёртое место. В личном турнире Мандия выбыла уже в первом раунде соревнований, уступив со счётом 4:6 лучнице из США Маккензи Браун.
22 января 2017 года Мандия выиграла первый в карьере этап Кубка мира по стрельбе из лука в помещении. В финале турнира во французском Ниме Клаудия в перестрелке победила корейскую лучницу Джин Юн, а по ходу соревнований смогла выбить из борьбы и двукратную олимпийскую чемпионку 2016 года Чхан Хе Джин.
По состоянию на 10 января 2020 года занимала 254-е место в мировом рейтинге.

## Личная жизнь
- Брат — Массимилиано Мандия также занимается стрельбой из лука. Клаудия и Массимилиано периодически выступают вместе за сборную Италии в соревнованиях смешанных команд[5].